# Brenda Song
Brenda Christina Lindsay Song (Carmichael, California; 27 de marzo de 1988), conocida profesionalmente como Brenda Song, es una actriz, cantante, modelo y compositora estadounidense de ascendencia tailandesa y china. Comenzó su carrera en el mundo del espectáculo como modelo infantil, y sus primeros trabajos como actriz incluyeron papeles en la serie de televisión Fudge (1995) y 100 Deeds for Eddie McDowd (1999). 
Después de muchos comerciales y papeles en televisión a fines de la década de 1990, Song apareció en The Ultimate Christmas Present (2000) y ganó un Premio Young Artist por su actuación. 
En 2002, firmó un contrato con Disney Channel y protagonizó la película original de Disney Channel, Get a Clue (2002). 
Continuó haciendo contribuciones significativas a la red, incluso protagonizando películas como Stuck in the Suburbs (2004), Wendy Wu: Homecoming Warrior (2006) y muchas otras producciones. 
Song pasó a interpretar el papel principal femenino de London Tipton en la serie original de Disney Channel The Suite Life of Zack & Cody (2005-2008), y luego repitió el papel en la serie derivada The Suite Life on Deck (2008-2011).
Song tuvo papeles recurrentes en numerosas series de televisión, incluido el thriller político de ABC Scandal (2012-2013) y la comedia de Fox New Girl, así como un papel protagónico en Dads (2013). En octubre de 2014, firmó un contrato de talentos con Fox y 20th Century Fox Television para protagonizar un futuro proyecto de televisión. Posteriormente, Song participó en varios programas piloto de televisión para NBC y CBS, incluida la serie dramática médica de CBS Pure Genius (2016-2017). Luego apareció en arcos de episodios múltiples de la serie dramática de acción Station 19 (2018-2020). Desde 2019, Song ha interpretado el papel principal de Anne Boonchuy en la serie animada de Disney Channel Amphibia y ha interpretado a Madison Maxwell en la serie de comedia dramática de Hulu Dollface.
Song hizo su transición a las películas convencionales en 2010, con el drama biográfico aclamado por la crítica The social network. También protagonizó el cortometraje de drama independiente First Kiss (2012), la comedia romántica Angry Angel (2017), el suspenso psicológico Secret Obsession (2019) y la comedia dramática Changeland (2019).

## Primeros años
Brenda Song nació en Carmichael, California, un suburbio de Sacramento, en una familia tailandesa y China. Sus abuelos paternos eran del clan Xiong (熊; Xyooj en Hmong), pero cambiaron su apellido a Song cuando la familia emigró a los Estados Unidos. Sus padres nacieron en Tailandia y se conocieron cuando eran adultos en Sacramento. Su padre trabaja como maestro de escuela y su madre es ama de casa. Tiene dos hermanos menores, Timmy y Nathan.
Cuando tenía seis años, Song se mudó con su madre a Los Ángeles, California, para apoyar su carrera como actriz; el resto de la familia siguió dos años más tarde. Cuando era niña, Song quería hacer ballet, mientras que su hermano menor quería estudiar taekwondo. Ella dijo: «Mi mamá solo quería llevarnos a un lugar», por lo que se decidieron por el taekwondo. Aunque Song lloró durante toda su primera clase, ahora tiene un cinturón negro en taekwondo. Song fue nombrada All-American Scholar en noveno grado. Fue educada en casa y obtuvo un diploma de escuela secundaria a los 16 años, luego tomó cursos en un colegio comunitario. Ella se graduó de la Universidad de California en Berkeley en 2009, especializándose en psicología y en negocios.

## Carrera profesional

### 1995-2002: Primeros trabajos y comienzos profesionales
Song comenzó en el mundo del espectáculo como modelo infantil en San Francisco después de que un agente de una escuela de modelos la viera en un centro comercial. Comenzó a actuar a la edad de cinco o seis años en un comercial de Little Caesars, y luego en un comercial de Barbie. Su primer papel cinematográfico fue en Requiem de 1995, un cortometraje de estudiantes de la AFI de la actriz Elizabeth Sung. «Llegó confiada [en las audiciones]. Estaba muy concentrada y era muy obvio que amaba lo que estaba haciendo», dijo Sung respecto a Song. La película trata sobre una camarera / bailarina llamada Fong que recuerda a su amado hermano y su infancia agridulce en Hong Kong. Song, de siete años, interpretó una versión joven de «Fong», que Tamlyn Tomita retrata como una adulta. La película ganó un premio CINE Golden Eagle. Apareció en otro cortometraje dirigido por Elizabeth Sung llamado The White Fox.
Song apareció en dos episodios del programa de televisión Thunder Alley y fue un habitual de la serie de televisión infantil Fudge, en la que interpretó a Jenny. Su debut cinematográfico fue en Santa with Muscles, una película independiente de 1996 protagonizada por el luchador profesional Hulk Hogan. Después de un pequeño papel en Leave It to Beaver (1997), apareció en la serie de televisión de Nickelodeon 100 Deeds for Eddie McDowd, donde interpretó a Sariffa Chung en trece episodios. Después de 100 Deeds, tuvo varios papeles pequeños en programas de televisión como 7th Heaven, Judging Amy, ER, One and Again, The Brothers Garcia, Popular, Bette, The Bernie Mac Show, The Nightmare Room, For the People y George Lopez.
Dos de los primeros papeles de Song llevaron al reconocimiento en los Young Artist Awards. Su papel en la película original de Disney Channel de 2000, The Ultimate Christmas Present, le valió el premio a la «Mejor actuación en una comedia de película para televisión, actriz joven de reparto». La película se centra en dos adolescentes, Allison Thompson (interpretada por Hallee Hirsh) y Samantha Kwan (interpretada por Song), que encuentran una máquina meteorológica y hacen que nieve en Los Ángeles.
Su aparición en 2002 en The Bernie Mac Show la llevó a ser nominada a «Mejor actuación en una serie de comedia de televisión, actriz invitada». En el mismo año, estuvo en la película familiar de 20th Century Fox Like Mike, que recaudó más de $60 millones. La película está protagonizada por el rapero Bow Wow como un huérfano que de repente puede jugar baloncesto de nivel NBA. Song interpreta al personaje Reg Stevens, una huérfana de trece años. El filme fue lo suficientemente exitoso como para generar una secuela. Sin embargo, Song no participó en la dicha secuela.

### 2002-2009: Avance con Disney,The Suite Life of Zack & CodyyThe Suite Life on Deck
En 2002, Song firmó un contrato con Disney y apareció en la película Get a Clue de Disney Channel. Después de 2002, Song continuó haciendo apariciones especiales en comedias de situación estadounidenses como That's So Raven y One on One. Tuvo un papel recurrente como Tia en la serie Phil of the Future de Disney Channel, apareciendo en siete episodios de la serie en 2004 y 2005.
A mediados de 2004, Song protagonizó la película original de Disney Channel Stuck in the Suburbs, interpretando a Natasha Kwon-Schwartz. El estreno televisivo recibió 3,7 millones de espectadores. La película trata sobre dos adolescentes que viven en los suburbios y que accidentalmente intercambian teléfonos celulares con un famoso músico adolescente. Más tarde dijo: «Cuando salió Stuck fue una locura porque fuimos a Six Flags y estuvimos allí y muchos niños nos reconocieron de Stuck in the Suburbs, estoy como wow, esa película debe haber sido realmente buena».
En una entrevista con W Magazine, Song reveló tres cosas que le cambiaron la vida que sucedieron cuando tenía 15 años, incluida una aceptación temprana en la Universidad de Harvard que rechazó. Hablando de la época, dijo: «Mi mamá contrajo cáncer de mama por primera vez, reservé Suite Life y me aceptaron en la universidad a la que siempre había querido ir. Mi papá, que es maestro de escuela, me sentó y dijo: «Aquí está la cuestión. Tienes una oportunidad increíble, si actuar es lo que quieres hacer. La educación es lo más importante. Vas a la universidad para descubrir qué quieres hacer, pero si esto es lo que quieres que hacer, tienes la oportunidad de hacerlo».
En 2005, Song comenzó a aparecer en el papel de la heredera consentida London Tipton en la serie original de Disney Channel, The Suite Life of Zack & Cody. El papel fue nombrado «París» en un guion temprano y alude a Paris Hilton (Londres parodiando a París, y Tipton es el nombre del hotel que posee su padre en el programa). Obtuvo el papel sin una audición y se sorprendió al encontrar a su amiga Ashley Tisdale trabajando en el programa. Song dice: «London es mi persona de fantasía, desearía poder ser ella. Desearía tener su armario». La serie trata sobre los residentes y trabajadores del ficticio Hotel Tipton en Boston y se centra principalmente en los gemelos problemáticos, Zack y Cody Martin (Dylan y Cole Sprouse), y London Tipton (Song). La serie se estrenó en Disney Channel el 18 de marzo de 2005 y recibió cuatro millones de espectadores, lo que la convirtió en el estreno más exitoso de Disney Channel en 2005. Los críticos a menudo elogiaban la actuación de Song en Suite Life. Un artículo de andPOP.com de abril de 2009 declaró que, como London Tipton, «Song es la que se roba el centro de atención» en Disney Channel. Decía: «Si alguna vez has visto un episodio de The Suite Life with Zack & Cody, debes darte cuenta de que el programa se puede ver gracias a un personaje: London Tipton. Brenda interpreta a la tonta heredera del hotel London (una alusión a Paris Hilton) y, si pudiera decirlo yo mismo, ella hace un excelente trabajo al hacerlo». Mientras comentaba sobre Song, la historia de portada de la serie de MSN en 2009 decía: «Song es una de las principales razones por las que la franquicia Suite Life sigue siendo una de las series más exitosas y mejor calificadas en el establo de Disney». En 2009, en el artículo de la revista People, el personaje fue descrito como una «diva melodramática de alta mar».
La serie finalmente ganó un premio Young Artist en 2007 por Mejor Serie de Televisión Familiar (comedia), nominaciones al Emmy por Programa Infantil Sobresaliente (dos veces) y tres nominaciones en los Nickelodeon Kids' Choice Awards por Programa de televisión favorito en 2007, 2008 y 2009. En 2006, Song obtuvo una nominación al premio Asian Excellence Award como Revelación destacada por su papel en la serie. Después de su debut en la serie Suite Life, Song se convirtió en una habitual de Disney Channel y tuvo un papel de voz en la serie American Dragon: Jake Long de Disney Channel. En 2006, Song tuvo un papel de doblaje en Holidaze: The Christmas That Almost Didn't Happen. Más tarde protagonizó una serie en línea llamada London Tipton's Yay Me!.
El primer papel protagónico de Song como personaje principal fue en la película original de Disney Channel Wendy Wu: Homecoming Warrior de 2006, que tuvo más de 5.7 millones de espectadores en su estreno. Wendy Wu estaba planeado para ser una comedia, pero los directores de la película tenían problemas para encontrar un actor adecuado con presencia cómica y habilidad de taekwondo para interpretar al personaje principal, originalmente llamado Kenny Lu. Lydia Cook, una de las directoras de las películas, dijo: «Brenda fue originalmente contratada para interpretar el papel de monje [de apoyo]. Comenzamos a entrenar con ella en artes marciales, y fue entonces cuando nos dimos cuenta de que debería ser Kenny Lu. Rápidamente cambiaron cosas alrededor y le ofreció a Brenda el papel principal en la película. Tenía la combinación perfecta de ingenio y artes marciales». Song tuvo que romper un ladrillo con la mano en una prueba de pantalla antes de conseguir el papel principal.

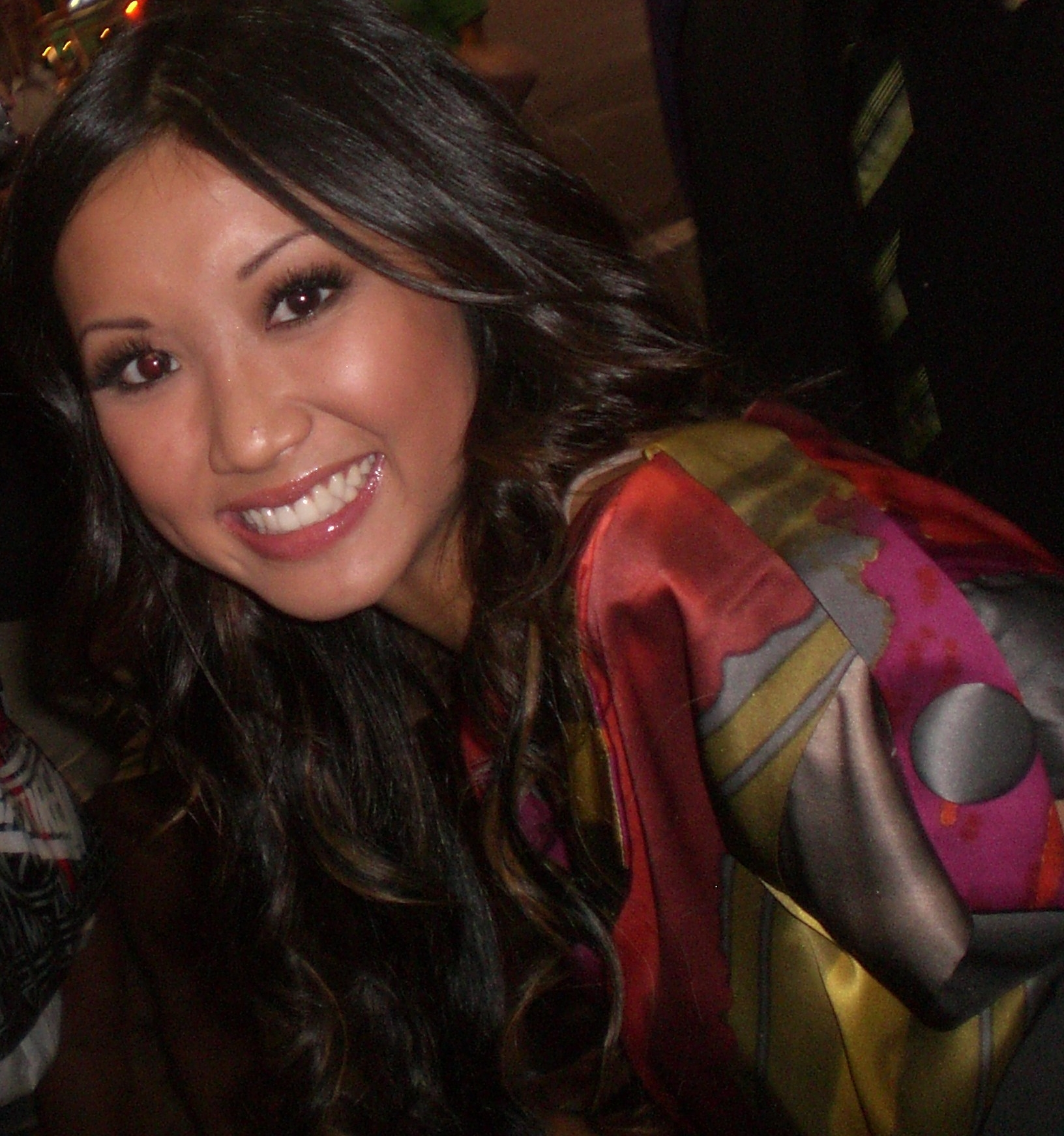
Song en el estreno de The Cheetah Girls: One World el 12 de agosto de 2008.

Según The New York Times, la película se convirtió en un «vehículo estrella» para Song. La película trata sobre un adolescente chino-estadounidense promedio y popular cuya vida se ve trastornada por la visita de un joven monje chino (Shin Koyamada). El monje afirma que es la reencarnación de una poderosa guerrera y la única persona que puede evitar que un antiguo espíritu maligno destruya el mundo. En una segunda línea de la historia, Wendy y la mayoría de su familia luchan por mantener su cultura y herencia. Song sintió que podía identificarse con el mensaje ya que sabía poco sobre su propia gente antes de hacer la película. Ella dijo: «Realmente me identifiqué con Wendy porque no quiero no saber de dónde vengo». Para promocionar la película, posó para la portada de Seventeen, Teen People, Teen, Seventeen Malaysia y varias otras revistas, y viajó a Malasia, Singapur y Costa Rica. Una secuela de Wendy Wu: Homecoming Warrior, protagonizada por Song y Koyamada, fue anunciada a finales de 2007.
La película recibió críticas positivas de la crítica. UltimateDisney.com calificó el papel como «una fuerte desviación de su extraño personaje de London Tipton en The Suite Life of Zack & Cody», y agregó que Song «muestra en esta película que ya no tiene que limitarse a interpretar a la tonta». El sitio elogió la película, afirmando: «Wendy Wu: Homecoming Warrior es un pequeño telefilme agradable, plagado de secuencias de acción asesinas (para un DCOM), y una gran muestra de talento tanto en la actuación como en las artes marciales para Brenda Song. Aparte a partir de algunos personajes y situaciones totalmente clichés, vale 91 minutos de tu tiempo». AllMovie describió a Song como una «personalidad encantadora y atractiva, incluso cuando interpreta una cabeza hueca superficial».
Mientras elogiaba a Disney por el fuerte elenco asiático, una revisión de BellaOnline señaló que es raro ver a una estrella de las artes marciales con un cinturón negro. Song hizo la mayor parte de su propio trabajo de acrobacias para la película, con la guía de Koichi Sakamoto, productor ejecutivo de la serie Power Rangers. Song se inspiró para soportar el entrenamiento de acrobacias por la forma en que su madre lidió con el cáncer de mama en 2005. El vicepresidente ejecutivo de Disney Channel, Gary Marsh, llamó a la película «Buffy the Vampire Slayer y Crouching Tiger, Hidden Dragon» y dijo de Song: «Tiene un talento increíble, es inteligente. Agrega diversidad a nuestra red y es una niña de verdad».
Song repitió su papel como London Tipton en la vida de la habitación de spin-off, The Suite Life on Deck. El estreno del programa en Disney Channel atrajo a 5,7 millones de espectadores, y se convirtió en el estreno de la serie más vista en el Family Channel de Canadá. El programa se convirtió en la serie con guion más vista entre los niños de 6 a 11 años y entre los preadolescentes en 2008. En 2009, el programa fue la serie con guion más vista entre los niños y la segunda serie con guion más vista entre preadolescentes. Disney ordenó la segunda y tercera temporadas de la serie. Song también interpretó a Paige en un especial de televisión animado para NBC, Macy's Presents Little Spirit: Christmas in New York. A finales de 2008, Song hizo una aparición especial en la gran inauguración de RTA HealthLine en Cleveland.
En mayo de 2009, el vicepresidente ejecutivo de Disney Channel, Gary Marsh, emitió un comunicado de prensa que decía: «con esta extensión de la segunda temporada, el elenco de The Suite Life hace historia en Disney Channel al convertirse en los personajes continuos de más larga duración en nuestro aire - 138 episodios de media hora. Estamos encantados por ellos y por el brillante e inspirado equipo de producción que hizo posible esta extraordinaria ejecución». Según The Wall Street Journal, la participación de Song en la serie la llevó a volverse muy popular entre los niños de entre siete y diez años. También en 2009, protagonizó el telefilme Special Delivery, una película sobre un mensajero en condiciones de servidumbre, Maxine (Lisa Edelstein) y una adolescente con problemas, Alice (Song). The Daily Record lo llamó una «comedia agradable». La publicación australiana Urban CineFilm le dio a Song una crítica positiva por su actuación en la película. Song también apareció en la película teatral College Road Trip con Raven-Symoné y Martin Lawrence.

### 2010-presente: Trabajo convencional en cine y televisión

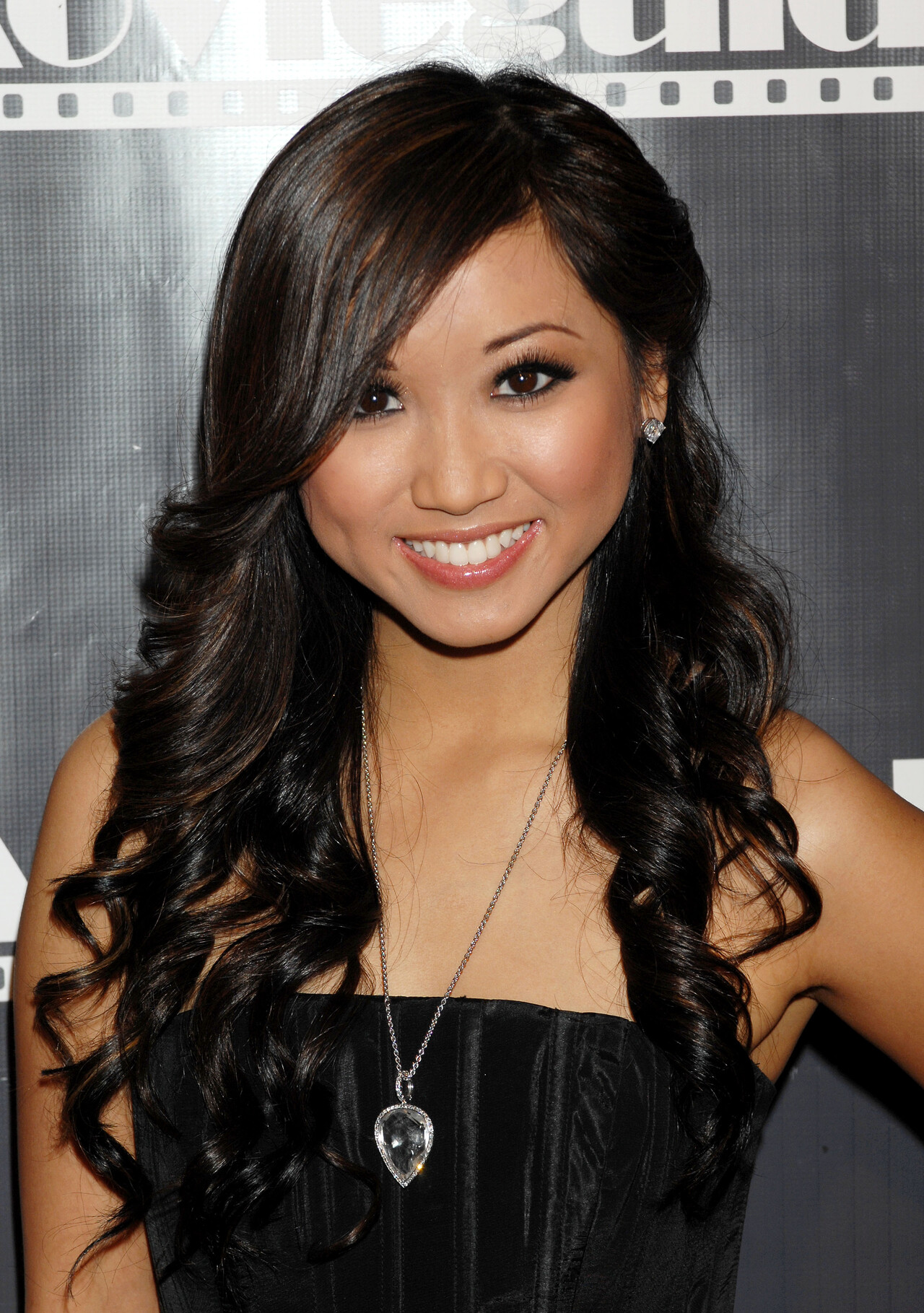
Song en los Movieguide Awards de 2009.

En 2010, Song se unió al reparto principal de la película de Columbia Pictures The social network junto con Jesse Eisenberg, Andrew Garfield y Justin Timberlake. Song interpretó a Christy Lee, una estudiante de la Universidad de Harvard que sale con Eduardo Saverin (Andrew Garfield).
En 2012, Song protagonizó el cortometraje First Kiss junto con su coprotagonista de The Social Network Joseph Mazzello. First Kiss se proyectó en numerosos festivales de cine en todo Estados Unidos y ganó el premio al Mejor Cortometraje en el Festival de Cine de Omaha y en el Festival de Cine TriMedia. En 2012 y 2013, Song tuvo un papel recurrente como Alissa en el programa de televisión Scandal en la primera y segunda temporada. En 2013, Song tuvo un papel recurrente como Daisy en New Girl.
En agosto de 2013, Song interpretó un papel principal en la serie de televisión de Fox Dads, en la que Song interpretó a Veronica. El episodio piloto del programa fue criticado por los grupos de vigilancia asiático-americanos porque el personaje de Song vestía un disfraz estereotipado de «sexy colegiala asiática», que fue considerado «racista» por los grupos de vigilancia. En una entrevista con Entertainment Weekly, Song defendió el programa y negó las acusaciones de racismo. Fox se negó a volver a filmar las escenas que los grupos de vigilancia consideraron racistas. El programa se estrenó el 17 de septiembre de 2013, pero en mayo de 2014, Fox canceló la serie después de solo una temporada.
En octubre de 2014, Song firmó un contrato de talentos con Fox y 20th Century Fox Television para protagonizar un proyecto de televisión. En abril de 2015, Song fue elegida para un papel regular en el piloto de comedia de NBC Take It From Us. En noviembre de 2015, Song fue elegida para el programa Life in Pieces como Bonnie. En febrero de 2016, Song fue elegida para el piloto de CBS Bunker Hill. Más tarde rebautizada como Pure Genius, la serie fue recogida por CBS y está programada para comenzar a transmitirse en la temporada de televisión 2016-2017.
En marzo de 2017, Song fue elegida como una serie regular en el piloto de CBS Real Life. También fue elegida para el debut como directora de Seth Green, Changeland. En agosto de 2017, se anunció que Song protagonizaría la primera película navideña original de Freeform, Angry Angel. La película es parte de la serie de programación Countdown to 25 Days of Christmas de la cadena, que se estrenó el 18 de noviembre de 2017.
En marzo de 2018, se reveló que Song se uniría al elenco del nuevo programa Station 19 para un arco de varios episodios. En diciembre de 2018, se anunció que Song protagonizaría el thriller psicológico de Netflix Secret Obsession. La película se estrenó el 18 de julio de 2019.
En enero de 2019, se anunció que Song protagonizará la serie de televisión de Hulu Dollface junto a Kat Dennings. Desde el 17 de junio de 2019, ha protagonizado la serie de animación de Disney Amphibia como Anne Boonchuy. En junio de 2019, apareció en la película Changeland de Seth Green. También apareció como estrella invitada en el video musical de Aly & AJ para la canción «Star Maps», de su EP Sanctuary del 2019.

## Vida personal
En octubre de 2011, Miley y Trace Cyrus tomaron su cuenta oficial de Instagram para anunciar el compromiso de matrimonio de Brenda y Trace. El compromiso fue roto en junio de 2012 y después de muchos altibajos, la pareja se separó en 2017.
Song es budista y pertenece a la tribu de los hmong, afirma que mantiene sus creencias sagradas e históricas. También es cinturón negro de Taekwondo, y mostró sus habilidades para las artes marciales en Wendy Wu: Homecoming Warrior. Brenda mantiene una estrecha amistad con Cole Sprouse, Dylan Sprouse, Debby Ryan, Miley Cyrus, Selena Gomez, Vanessa Hudgens, Ashley Tisdale y Kristin Herrera.
Desde 2017, mantiene una relación con el actor Macaulay Culkin. El 5 de abril de 2021, tuvieron su primer hijo, Dakota Song Culkin. En enero de 2022 anunciaron su compromiso. En marzo de 2023 se confirmó que había dado a luz a su segundo hijo, un niño llamado Carson, a finales de 2022.

## Demanda judicial
El 18 de abril de 2008 una agencia matrimonial publicó en el diario LA Weekly una foto de Brenda Julietta presentándola como una «chica de compañía». Un representante de Disney declaró a TMZ: «Esto es un claro caso de uso público no autorizado de la imagen de Brenda Song. Hemos de decir que la señorita Song está realmente muy molesta con todo este asunto, y que sus abogados ya están trabajando en el caso». Song pidió a Vibe Media, Inc. una compensación económica de un mínimo de 1.000.000 de dólares por daños y perjuicios y afirmó: «Como modelo a seguir para millones de jóvenes de todo el mundo, debo tomar y tomaré medidas legales contra la explotación de mi imagen. No sé si pretendían conseguir dinero mediante una «cara bonita» asiática, pero he de decir que me ofende. En esa imagen yo sólo tenía 16 años y me siento avergonzada por el uso de la misma en una agencia para adultos». Su abogado concluyó que no sabía exactamente cómo iba a influir el uso indebido de dicha imagen en la carrera de Brenda. En enero de 2009 el caso se declaró como cerrado, y en marzo de 2009, Radar confirmó que Song había ganado el juicio.

## Filmografía

### Cine
| Año  | Título                                | Rol                     | Notas                        |
| ---- | ------------------------------------- | ----------------------- | ---------------------------- |
| 1996 | Santa with Muscles                    | Susan                   |                              |
| 1997 | Leave It to Beaver                    | Susan Acustis           |                              |
| 1999 | The White Fox                         | Sandy                   | Cortometraje                 |
| 2000 | The Ultimate Christmas Present        | Samantha Kwan           |                              |
| 2002 | Like Mike                             | Wendy                   |                              |
| 2002 | Get a Clue                            | Jennifer                |                              |
| 2004 | Stuck in the Suburbs                  | Natasha Kwon-Schwartz   |                              |
| 2004 | Costume Party Capers: The Incredibles | Alex                    | Actuación de voz             |
| 2006 | Wendy Wu: Homecoming Warrior          | Wendy Wu                |                              |
| 2008 | Special Delivery                      | Alice Cantwell          |                              |
| 2008 | College Road Trip                     | Nancy Carter            |                              |
| 2010 | The Social Network                    | Christy Lee             |                              |
| 2010 | Little Sister                         | Narradora               |                              |
| 2011 | The Suite Life Movie                  | London Tipton           |                              |
| 2011 | Pixie Hollow Games                    | Chloe                   | Actuación de voz             |
| 2012 | First Kiss                            | Samantha                | Cortometraje                 |
| 2019 | Changeland                            | Pen                     |                              |
| 2019 | Secret Obsession                      | Jennifer Allen Williams |                              |
| 2020 | Bobbleheads: The Movie                | Kelani (voz)            | Voz; directamente para vídeo |
| 2022 | Love Accidentally                     | Alexa                   |                              |
| 2024 | The Last Showgirl                     | Marianne                |                              |

### Televisión
| Año       | Título                        | Rol                      | Notas                                                    |
| --------- | ----------------------------- | ------------------------ | -------------------------------------------------------- |
| 1994-1995 | Thunder Alley                 | Kathy                    | 2 episodios                                              |
| 1995      | Fudge                         | Jennie                   | 2 episodios                                              |
| 1999      | Once and Again                | Chrissy                  | Episodio: «There Be Dragons»                             |
| 1999      | Popular                       | Mandy Shepherd           | Episodio: «Fall on Your Knees»                           |
| 2000      | 7th Heaven                    | Cynthia                  | 2 episodios                                              |
| 2000-2002 | 100 Deeds for Eddie McDowd    | Sariffa Chung            | 19 episodios                                             |
| 2001      | Bette                         | Stacey                   | Episodio: «The Invisible Mom»                            |
| 2001      | ER                            | Lynda An                 | Episodio: «Fear of Commitment»                           |
| 2001      | Judging Amy                   | Vanessa Pran             | Episodio: «Darkness for Light»                           |
| 2002      | George Lopez                  | Jennifer                 | Episodio: «Token of Unappreciation»                      |
| 2002      | For the People                | Ellie                    | Episodio: «The Double Standard»                          |
| 2002      | The Brothers García           | Jenny                    | Episodio: «Love Me Tender»                               |
| 2003      | That's So Raven               | Amber                    | Episodio: «A Dog by Any Other Name»                      |
| 2003      | Lilo & Stitch: The Series     | Mitzi Suzuki (voz)       | 2 episodios                                              |
| 2003      | One on One                    | Asanti                   | Episodio: «Keeping It»                                   |
| 2004-2005 | Phil of the Future            | Tía                      | 8 episodios                                              |
| 2005-2008 | The Suite Life of Zack & Cody | London Tipton            | Elenco principal, serie de TV Disney Channel             |
| 2006      | American Dragon: Jake Long    | Cheerleader Tracey (voz) | Episodio: «Bring It On»                                  |
| 2007      | The Emperor's New School      | Dancing Queen (voz)      | Episodio: «The Emperor's New Tuber/Room for Improvement» |
| 2008-2011 | The Suite Life on Deck        | London Tipton            | Elenco principal, serie de TV Disney Channel             |
| 2009      | Phineas and Ferb              | Wendy (voz)              | Episodio: «Unfair Science Fair»                          |
| 2009      | Wizards of Waverly Place      | London Tipton            | Episodio: «Cast-Away (to Another Show)»                  |
| 2009      | Hannah Montana                | London Tipton            | Episodio: «Super(stitious) Girl»                         |
| 2012      | Key & Peele                   | Purple Falcon            | Episodio: «Power Falcons»                                |
| 2012-2013 | Scandal                       | Alisha                   | 5 episodios                                              |
| 2013      | New Girl                      | Daisy                    | 4 episodios                                              |
| 2013-2014 | Dads                          | Verónica                 | 19 episodios                                             |
| 2014-2018 | Robot Chicken                 | Varias voces             | 2 episodios                                              |
| 2014      | The League                    | Rosette                  | Episodio: «The Hot Tub»                                  |
| 2015      | Miles from Tomorrowland       | Frida (voz)              | 3 episodios                                              |
| 2016-2017 | Pure Genius                   | Angie Cheng              | 13 episodios                                             |
| 2016      | Freaktown                     | B-1000 (voz)             | 1 episodio                                               |
| 2017      | Superstore                    | Kristen                  | 2 episodios                                              |
| 2018-2020 | Station 19                    | JJ                       | 10 episodios                                             |
| 2019-2022 | Amphibia                      | Anne Boonchuy (voz)      | Protagonista                                             |
| 2019-2022 | Dollface                      | Madison Maxwell          | 10 episodios                                             |

### Series en línea
| Año       | Título                                         | Rol           | Notas       |
| --------- | ---------------------------------------------- | ------------- | ----------- |
| 2006      | Disney Channel's Imagineer That                | Ella misma    | 1 episodio  |
| 2008-2011 | London Tipton's Yay Me! Starring London Tipton | London Tipton | 3 episodios |

Videojuegos: En 2022, prestó su voz e imagen al personaje de Kaitlyn Ka en el videojuego The Quarry, desarrollado por Supermassive Games.

## Canciones
| 2006 | «A Dream Is a Wish Your Heart Makes»                        | - | - |
| 2007 | «I'm Not That Girl» (Promo de Wendy Wu: Homecoming Warrior) | - | - |
| 2007 | «Open Up Your Eyes»                                         | - | - |

## Premios y nominaciones
| Año  | Premio                          | Categoría                                                           | Trabajo                        | Resultado |
| ---- | ------------------------------- | ------------------------------------------------------------------- | ------------------------------ | --------- |
| 2001 | Premios Artista Joven           | Mejor actuación en una película para TV (Comedia) actriz de reparto | Nieve en California            | Ganadora  |
| 2003 | Premios Artista Joven           | Mejor actuación en una serie de tv (Comedia)                        | The Bernie Mac Show            | Nominada  |
| 2006 | Asian Excellence Awards         | Premio recién llegados                                              | Zack y Cody: Gemelos en acción | Nominada  |
| 2011 | Nickelodeon Kids' Choice Awards | Personaje favorito                                                  | Zack y Cody: Gemelos a bordo   | Nominada  |